# Tarava, Sambir
Tarava (în ucraineană Тарава) este un sat în comuna Peanovîci din raionul Sambir, regiunea Liov, Ucraina.

## Demografie
Componența lingvistică a localității Tarava
     Ucraineană (87,04%)
Conform recensământului din 2001, majoritatea populației localității Tarava era vorbitoare de ucraineană (87,04%), existând în minoritate și vorbitori de polonă (12,96%).